# زعفران کارترایتیانوس
زعفران کارترایتیانوس گونه‌ای از گیاهان گلدار از خانواده زنبقیان بومی یونان و کرت است. این زعفران از گیاهان پایا است که از طریق پیاز رشد کرده تا ۵ سانتیمتر هم می‌رسد. گل آن، سایه‌هایی از رنگ بنفش یا سفید با رگه‌هایی از ارغوانی و کلاله قرمز مشخص، که همراه برگها در پاییز و زمستان ظاهر می‌شود، دارد.

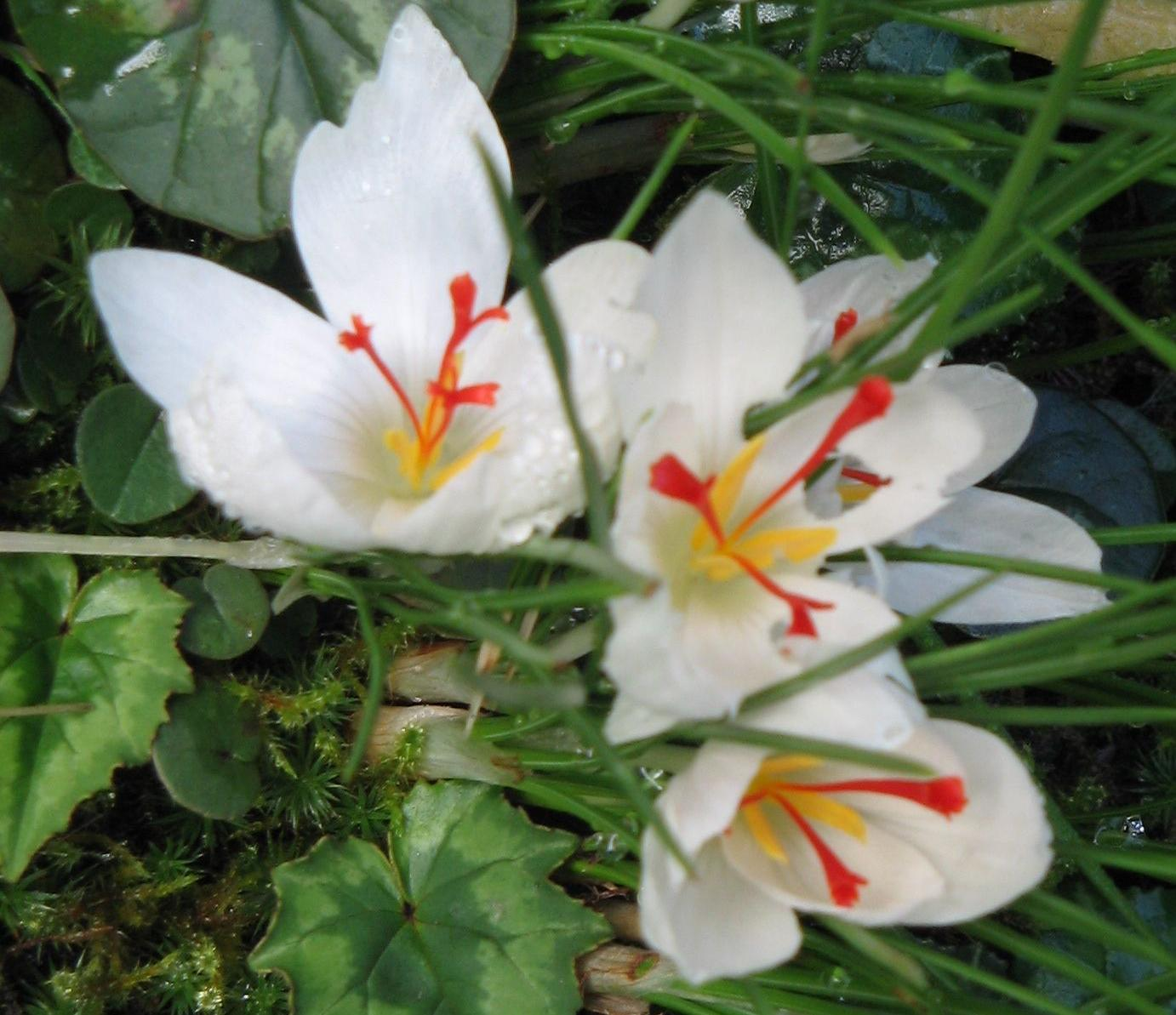
زعفران کارترایتیانوس 'Albus'

نام لاتین کارترایتیانوس به نام جان کارتریت سفیر انگلیس در قسطنطنیه در قرن نوزدهم اشاره می‌کند.
احتمال می‌دهند زعفران کارترایتیانوس پیشرو وحشی زعفران تریپلوئید کروکاس ساتیوس - گل زعفران کروکاس -که الان اهلی شده و به طور وسیعی کشت می‌شود، باشد.
این گونه به طور معمولی در خاکهای دارای سنگ آهک شبه جزیره آتیک یونان یافت می‌شود. مدارکی وجود دارد که این گیاه از زمانهای دور حداقل زمان مربوط به تمدن باستانعصر برنز یا عصر مفرغ جزیره کرت کاشت می‌شده است، همان‌طور که در یک نقاشی دیواری به نام «جمع کنندگان زعفران» افرادی را نشان می دهد که زعفران کروکاس جمع می کنند.